# Koshkonong (Missouri)
Koshkonong è un comune degli Stati Uniti d'America, situato nello Stato del Missouri, nella contea di Oregon.